# Psicologia dell'educazione
La psicologia dell'educazione, nata agli inizi del XX secolo, è una branca della psicologia che studia sia i processi di apprendimento, che coinvolgono l'individuo e il suo sviluppo, sia i processi di insegnamento nelle scuole, ovvero le istituzioni educative nelle quali si trasmettono conoscenze socialmente rilevanti, comportamenti, abitudini, valori e norme, attraverso strumenti e metodologie di valutazione, didattica, formazione delle classi, ecc.
Si occupa di individuare quei fattori legati all'ambiente di apprendimento che rendono più o meno facile l'apprendimento, la motivazione, il benessere dell'individuo o del gruppo impegnato nel processo educativo e dei quali le istituzioni educative devono tener conto nella stesura del progetto educativo.

## Etimologia
La Psicologia dell'educazione nasce dalla filosofia greca e dalla cultura latina. Il termine Psicologia deriva da due parole greche: psyché e logos; la prima significa mente, la seconda, discorso. Educazione invece deriva dal latino "educere" che significa: estrarre, produrre, far crescere, istruire e formare.

## Approcci
Esistono diversi approcci teorici al concetto di apprendimento.

### Comportamentismo
La nascita del Comportamentismo si fa risalire al 1913 e si può dividere in tre fasi:
- fase del condizionamento classico (1913-1930)
- fase del condizionamento operante (1930-1950)
- fase dell'apprendimento sociale (1950-1980)

Il Comportamentismo si pone l'obiettivo di studiare il comportamento osservabile attraverso l'utilizzo del metodo scientifico. I risultati che si ottenevano studiando gli animali venivano trasferiti all'uomo.
Tra gli psicologi del condizionamento operante un ruolo di primo piano lo ebbe Burrhus Skinner. Le sue ricerche si basavano sull'osservazione del comportamento e come questo poteva subire delle modifiche grazie all'introduzione di ricompense (rinforzi positivi e negativi).I soggetti sperimentali erano ratti e piccioni, i quali venivano inseriti in una gabbia, la Skinner-box. Gli animali inseriti in questa gabbia ricevevano dei rinforzi solo se compivano una determinata azione. I rinforzi potevano arrivare in modo continuo o intermittente. Da questi esperimenti Skinner trasse le seguenti conclusioni: quando il rinforzo veniva dato in modo continuo l'apprendimento avveniva più rapidamente ma si esauriva prima mentre quando il rinforzo era discontinuo l'apprendimento avveniva più lentamente e durava di più.
Secondo il Comportamentismo si ha apprendimento nel momento in cui si crea una connessione tra uno stimolo che proviene dall'ambiente, un comportamento che viene messo in atto dal soggetto e un rinforzo cioè una conseguenza che viene determinata dall'azione compiuta. L'apprendimento consiste nell'acquisizione di abitudini e nelle associazioni tra stimolo e risposta.
Tra gli esponenti più importanti si ricordano Ivan Pavlov, John B. Watson, Clark Hull e Edward Lee Thorndike.

### Cognitivismo
Nel 1967 con la pubblicazione di "Psicologia cognitivista" ad opera di Ulric Neisser si cominciò a parlare di Cognitivismo. L'interesse si focalizza sul soggetto attivo che opera nel mondo grazie allo sviluppo delle proprie capacità mentali. La mente è l'oggetto principale di studio e in particolar modo l'attenzione è rivolta a come la mente raccoglie e tratta le informazioni che provengono dall'ambiente. Considera l'apprendimento il risultato dell'interazione tra fattori interni ed esterni. Apprendere non significa trasferire le informazioni che provengono dall'esterno all'interno ma trasformarle a livello cognitivo. L'apprendimento in questa ottica è un processo costruttivo attivo e viene studiato ponendo attenzione ai cambiamenti che hanno luogo nelle strutture cognitive e nella personalità del soggetto. Per i cognitivisti si parla di apprendimento quando lo studente elabora le informazioni e in questo processo di apprendimento lo studente gioca un ruolo attivo. I principali teorici del cognitivismo sono il filosofo dell'educazione John Dewey e gli psicologi dell'educazione Lev Vygotskij, Jerome Bruner e Edward Tolman.

### Costruttivismo
Il costruttivismo è una filosofia dell'apprendimento che costruisce la conoscenza attraverso processi di riflessione sull'esperienza. Si deve allo psicologo statunitense George Kelly la nascita del Costruttivismo negli anni '50.
L'assunto di base è che ogni individuo crea i propri modelli mentali per leggere l'esperienza.
La conoscenza è dunque particolare, soggettiva, negoziata e condivisa; si costruisce attraverso l'interazione continua con gli altri.
Non è dunque possibile una conoscenza oggettiva, a priori, ma bisogna considerare il punto di vista del soggetto.
Gli esponenti più importanti sono: Niklas Luhmann e Paul Watzlawick.

## Apprendimenti di base

### Acquisire il linguaggio
Lo sviluppo del linguaggio nasce dalla necessità, da parte del neonato, di interagire con il mondo esterno, indipendentemente dalla lingua alla quale i soggetti sono esposti.
Fin dai suoi primi istanti di vita è capace di comunicare i suoi stati ed i suoi bisogni agli adulti che imparano ad interpretare i suoi segnali di comunicazione. 
Intorno agli 8 mesi il bambino si avvale anche dei gesti detti “deittici” o “performativi” in quanto esprimono l'intenzione comunicativa, e verso la fine del primo anno compare un secondo tipo di gesti chiamati “referenziali” attraverso i quali il soggetto dimostra di poter comunicare avvalendosi di un comportamento non verbale. È interessante osservare il rapporto asincrono che esiste fra ciò che il bambino capisce e ciò che dice, infatti il numero di parole prodotte è inferiore rispetto a quelle comprese.
Essenziale è il contesto comunicativo, affettivo e relazionale in cui si realizza il processo di acquisizione del linguaggio tramite l'interazione con gli adulti; quindi il bambino impara ad attribuire un significato alle espressioni e alle azioni dell'adulto e, sul piano della produzione, impara ad usare dei segnali sempre più stabili e precisi.
L'apprendimento del linguaggio avviene secondo le seguenti fasi:
- 1 Stadio prelinguistico: che perdura fino all'età di tre mesi. Il bambino in questa fase è in grado di individuare particolari aspetti del linguaggio;

- 2 Stadio della lallazione: che va dai quattro agli otto mesi di vita e durante il quale si verifica l'apprendimento del controllo articolatorio;

- 3 Stadio della comparsa della comunicazione intenzionale e della comprensione dei significati (nove-dodici mesi);
- 4 Comparsa delle prime parole (dodici-diciotto mesi);
- 5 Sviluppo del vocabolario (diciotto-ventiquattro mesi);
- 6 Comparsa delle unità grammaticali e della pragmatica del linguaggio (ventiquattro-trentasei mesi).

### Sistemi simbolici
Il bambino comincia a conoscere il sistema dei segni molto presto, iniziando a fare i suoi primi scarabocchi a partire dal secondo anno di vita. Il bambino li crea perché vuole lasciare un segno che per lui è significativo. Ancora non esiste una correlazione tra i segni e il mondo (è quella che Jean Piaget definisce funzione simbolica). Conoscere i segni non ha una base innata, ma vengono trasmessi in larga parte dalla cultura. Distinguere tra il disegno e la scrittura avviene nel bambino prima del processo di scolarizzazione, attraverso la scoperta. Si individuano quattro tappe attraverso le quali si passa dallo scarabocchio al disegno vero e proprio.
- 1 Realismo fortuito (2 anni): il bambino dà significato ai segni con la convinzione che rappresentino un determinato oggetto, credendo che esistano delle analogie con la realtà.
- 2 Realismo mancato (2; 4/5): in questa fase il bambino riscontra l'incapacità di mettere insieme le diverse parti di un disegno, non tenendo conto dello spazio.
- 3 Realismo intellettuale (5;8): l'abilità del bambino consiste nell'aggiungere particolari a ciò che disegna. " Il bambino disegna ciò che sa e non ciò che vede" , ad esempio potrebbe disegnare una persona, segnando anche il fegato.
- 4 Realismo visivo (8 in poi): il bambino comincia a tener conto della prospettiva

### Imparare a leggere
Apprendere la scrittura è inscindibile dall'apprendere la lettura. Riconoscere le lettere e la loro pronuncia fa parte dei primi apprendimenti relativi alla scrittura. I metodi di insegnamento adottati dai docenti determinano una diversa reazione dei bambini nei confronti della scrittura. 
Sono state individuate tre fasi attraverso le quali il bambino giunge a creare una memoria ortografica.
- 1 Logografica: I segni visivi creano un primo impatto della lingua scritta nel bambino. Egli individua la parola, rimembrandone il significato e riconoscendo talvolta alcune lettere, o solamente la lettera iniziale.
- 2 Alfabetica: In questa fase il bambino identifica sia la singola lettera, sia la sua pronuncia.
- 3 Ortografica: Il bambino ha registrato nella sua mente una serie di parole e gruppi di lettere, riuscendo a riconoscerle visivamente.

### Apprendere la scrittura
Al giorno d'oggi si può definire questo apprendimento come una complessa attività cognitiva e socioculturale, infatti il bambino, vivendo in una società urbanizzata è “immerso nella scrittura” , ne sono un esempio le pubblicità, i cartelli stradali, le diverse insegne, e via dicendo; a tal proposito i bimbi sono motivati a riconoscere e interpretare le scritte che li circondano anche senza l'intervento intenzionale degli adulti.
Gli stadi che caratterizzano tale processo di acquisizione sono gli stessi dell'apprendimento della scrittura ovvero: 
fase logografica, alfabetica, ortografica, ma in più vi è la fase lessicale.
Per quanto concerne la lettura, sono necessarie le determinate componenti:
- Visuo-percettive che implicano: un'analisi visiva, un'organizzazione percettiva, un monitoraggio visuo-percettivo ed una rappresentazione;
- Esecutive-motorie che implicano: una programmazione motoria, una tracciatura e un monitoraggio cinestetico;
- Linguistiche che implicano: un'analisi fonologica, una codifica fonologica, una codifica ortografica e una codifica metalinguistica.

Inoltre è importante ricordare che in questo processo sono implicate anche le competenze linguistiche, neuropsicologiche, cognitive e meta cognitive.

### Acquisire le conoscenze matematiche
I primi concetti matematici vengono costruiti dal bambino a partire dagli input che riceve dalla cultura e dall'ambiente e si basano su due concetti: il numero e lo spazio. Attraverso la replica delle azioni si forma il concetto di numero. Addizionare e sottrarre sono operazioni che il bambino attua fin da piccolo, basta pensare a quando inizia a contare sulle dita delle mani. Le conoscenze matematiche possono essere di due tipi: dichiarative, che riguardano cioè concetti che devono essere compresi e strutturati in maniera soggettiva, seguendo le indicazioni dell'insegnante e procedurali, che comprendono la costruzione e decodifica di algoritmi matematici e la loro applicazione.